# Henryk Johan Bull
Henryk Johan Bull (1844 – Oceano Indiano, 31 maggio 1930) è stato un navigatore, imprenditore ed esploratore norvegese naturalizzato australiano.
Emigrato in Australia dalla Norvegia, convince Svend Foyn, cacciatore di balene, a finanziare una spedizione in Antartide alla ricerca di balene australi. Ottenuto l'appoggio anche del governo della Tasmania, Bull salpa al comando di 31 uomini con la nave Antarctic armata con undici arpioni (nella particolare versione esplosiva, inventata da Foyn), un arsenale di esplosivi e otto scialuppe per inserguire i cetacei.
Durante la ricerca della balena antartica, il 19 gennaio 1895 il gruppo sbarca all'isola Possession, un'isola rocciosa lunga poco meno di tre chilometri. Il 24 gennaio diverse scialuppe sbarcano a capo Adare, sul continente antartico.
La spedizione credeva di essere la prima a mettere piede su suolo antartico, ma tale onore spetta a John Davis, che raggiunse la penisola antartica nel 1821.